# Макгрейт, Майкл Джозеф
Его Высокопреосвященство Майкл Джозеф Макгрейт (англ. Michael Joseph McGrath, 24 марта 1882, Килкенни, Ирландия — 28 февраля 1961, Кардифф, Великобритания) — католический прелат, епископ Меневии, архиепископ Кардиффа.

## Биография
Майкл Джозеф Макгрейт родился 24 марта 1882 года в городе Килкенни, Ирландия. 12 июля 1908 года был рукоположён в священника.
10 августа 1935 года Римский папа Пий XI назначил Майкла Джозефа Макгрейта епископом Меневии. 24 сентября 1935 года Майкл Джозеф Макгрейт был рукоположён в епископа.
20 июня 1940 года Фрэнсис Мостин был назначен ординарием архиепархии Кардиффа.
Умер 28 февраля 1961 года.